# 姚潓
姚潓（1496年—？），字維順，浙江寧波府慈谿縣人，軍籍，明朝政治人物。

## 生平
嘉靖四年（1525年）乙酉科浙江鄉試第四十九名舉人，十四年（1535年）中式乙未科會試第一百三十九名，三甲第一百三十七名進士。授祁門縣知縣，升戶部主事。

## 家族
曾祖姚悌，贈都察院右副都御史；祖父姚坰；父姚錤。前母王氏；母王氏。永感下。從兄姚汀、姚淶，兄姚泮、姚洹（左春坊左諭德），弟姚沐，從弟姚汲（中軍都督府都事）、姚滾。